# Leipojärvi (meer)
Het Leipojärvi is een complex van meren in Zweden, in de gemeente Gällivare. Er liggen het Yli-Leipojärvi, het Keski-Liepojärvi en het Ala-Leipojärvi. Yli betekent boven, Keski midden en Ala laag. De meren liggen ongeveer 440 meter boven de zeespiegel. Tussen het Yli- en Keski-Leipojärvi ligt het dorp Keskijärvi. Het Ala-Leipojärvi wordt van de andere twee meren min of meer gescheiden door de Europese weg 10. Het dorp Leipojärvi ligt aan het Ala-Leiojärvi. De afwatering vindt plaats door de Ala-Leipojoki naar de Lina.
meer Leipojärvi → Ala-Leipojoki → Lina → Angesan → Kalixälven → Botnische Golf